# Trebania
Trebania is een geslacht van vlinders van de familie snuitmotten (Pyralidae), uit de onderfamilie Pyralinae.

## Soorten
- T. flavifrontalis Leech, 1889
- T. glaucinalis Hampson, 1906
- T. muricolor Hampson, 1896